# Germain Metternich

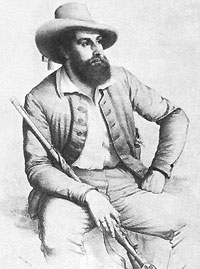
Germain Metternich in einer zeitgenössischen Abbildung mit „Heckerhut“ und Flinte.

Germain Franz Metternich (* 5. April 1811 in Mainz (damals Mayence); † 13. Mai 1862 auf Tybee Island, Georgia) war der Sohn des Mainzer Universitätsprofessors Mathias Metternich, einem der führenden Klubisten und 1793 Vizepräsident des Rheinisch-Deutschen Nationalkonvents. Metternich schlug zuerst eine militärische Laufbahn ein, engagierte sich aber seit Beginn der 1830er Jahre in der Demokratiebewegung in Süddeutschland. Er nahm am Hambacher Fest und später an den Kämpfen der Deutschen Revolution 1848/1849 in Süddeutschland teil. 1850 emigrierte er in die USA. Dort gehörte er zu der Gruppe der Forty-Eighters und war weiterhin politisch aktiv. Bei Ausbruch des Sezessionskrieges meldete er sich zu den Unionstruppen und wurde 1862 auf einem Feldzug von einem betrunkenen Soldaten getötet.

## Jugend und militärische Laufbahn
Germain Metternich wurde 1811 im damals französischen Mayence im Département du Mont-Tonnerre geboren. Sein Vater, Mathias Metternich, war einer der führenden Klubisten der Jahre 1792/1793 in Mainz gewesen. Metternich schlug 1828 die militärische Laufbahn ein und trat der Artillerie in der Armee des Großherzogtums Hessen bei. Später soll er in das Hessische vierte Infanterieregiment nach Offenbach gewechselt und dort bis 1832 den Rang eines Leutnants erreicht haben. Nach anderen Quellen quittierte Metternich als Leutnant der Großherzoglichen Dragoner seinen Dienst.

## Politische Aktivitäten vor 1848
Seine militärische Karriere beendete Metternich 1832, um Literat zu werden und sich der Demokratiebewegung anzuschließen. Im Mai 1832 nahm er zusammen mit dem Weinhändler Georg Strecker als Leiter des an die 400 Mainzer Bürger umfassenden Mainzer Kontingents am Hambacher Fest teil. Am 11. Juni 1832 gehörte Metternich wiederum zu den Organisatoren des „Pfingstfests auf dem Niederwald“, eine dem Hambacher Fest im politischen Sinne ähnliche Veranstaltung. Aufgrund seiner politischen Betätigung in dieser Zeit wurde Metternich mehrfach festgenommen und verbüßte eine dreijährige Haftstrafe auf der Marksburg. Nach deren Ablauf flüchtete Metternich zum ersten Mal in die benachbarte neutrale Schweiz. Nach seiner Rückkehr nach Mainz wurde er 1847 Vorstandsmitglied des örtlichen Turnbundes (der „Freien Turngemeinde“). Die zunehmend radikalisierte politische Turnerschaft war in Mainz, ähnlich der organisierten Fastnacht rund um den Mainzer Carneval-Verein, eine in der Vormärzzeit politisch wie militärisch sehr aktive Gruppe.

## Aktivitäten während der Deutschen Revolution 1848/1849
Die ersten Unruhen der Deutschen Revolution erreichten Mainz im Frühjahr 1848. Es entstand schnell eine Mainzer Bürgerwehr, die unter dem Kommando des Rechtsanwaltes Franz Heinrich Zitz stand. Metternich wurde zu seinem Adjutanten gewählt. Parallel dazu leitete Metternich eine „Turnereinheit“, eine paramilitärische und zum Teil bewaffnete Einheit mit politisch aktiven Mitgliedern. Ende April 1848 trat Metternich zudem in die Mainzer Ortsgruppe des „Bundes der Kommunisten“ ein. Dies war eine frühe Organisation der Arbeiterbewegung mit Zentrale in Brüssel, wo sich zu dieser Zeit auch Karl Marx aufhielt. Als am 11. Mai 1848 der „Demokratische Verein“ gegründet wurde, trat er auch diesem bei. Auf dem ersten Demokratenkongress in der Freien Stadt Frankfurt im Juni 1848 wurde er, unter anderen zusammen mit Franz Heinrich Zitz, in den provisorischen Zentralausschuss der deutschen Demokraten gewählt und galt politisch als „Radikaldemokrat“.
Als im Mai 1848 die Kämpfe gegen preußische Truppen in Rheinhessen ausbrachen, nahm auch Metternich auf Seiten der Bürgerwehr teil. Im Gefecht im Schlossgarten von Kirchheimbolanden wurden die Truppen der Revolutionäre allerdings geschlagen und Metternich floh zusammen mit anderen Anführern der Revolution wie Ludwig Bamberger, Ludwig Blenker, Franz Zitz ins Ausland. Nachdem er am 17. und 18. September am Frankfurter Septemberaufstand beteiligt war, musste er, steckbrieflich gesucht, abermals untertauchen. Ein „Signalement“ (Steckbrief), der am 2. Oktober 1848 in den Schleswig-Holsteinischen Anzeigen veröffentlicht wurde, schildert Metternich wie folgt: Signalement: 1) Germain Metternich aus Mainz: Alter circa 25 Jahre, Größe sehr groß, Haare dunkelblond, Augen blau, Augenbrauen blond, Nase gebogen, Mund proportionirt, Stirn hoch, Bart dunkelblond und stark, Kinn bewachsen, Zähne gesund, Gesicht oval, Gesichtsfarbe gesund, Statur kräftig und schlank. Er kehrte während der Reichsverfassungskampagne im Jahr 1849 wieder nach Deutschland zurück und nahm auch aktiv am Pfälzisch-Badischen Aufstand teil. Dort kämpfte er unter anderem auch mit Franz Sigel. Nach der Niederschlagung des Aufstands flüchtete er wiederum in die Schweiz. In Mainz kam es im folgenden Jahr zu einem Hochverratsprozess gegen Metternich. Er wurde zwar freigesprochen, aber aus Deutschland ausgewiesen. Als ihn die Schweiz kurz darauf ebenfalls auswies, emigrierte Metternich in die USA.

## Leben in den Vereinigten Staaten

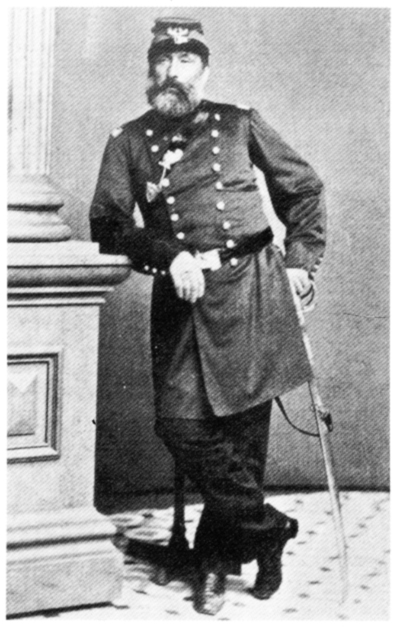
Lieutenant Colonel Germain Metternich, 1861–1862

Als Metternich 1850 in die Vereinigten Staaten emigrierte, ließ er sich in New York nieder. Auch dort engagierte er sich beim Aufbau einer politisch aktiven Turnerschaft. Unter Metternichs maßgeblichem Einfluss entstand aus Mitgliedern der 1848 ebenfalls von deutschen Immigranten gegründeten Turnvereinigung der „Socialistische Turnverein von New-York“. In den Vereinigten Staaten gehörte Metternich zu dem einflussreichen Kreis der Forty-Eighters, nach 1848/1849 emigrierten deutschen Revolutionären.
Als 1861 der Sezessionskrieg ausbrach, meldete er sich umgehend zur Armee der Nordstaaten. Er diente dort im vorwiegend aus deutschen Einwanderern bestehenden 46. New-York-Regiment („Forty-sixth New York Volunteers“) unter dem ebenfalls deutschstämmigen Colonel Rudolph Rosa im Rang eines Lieutenant Colonel. An der ersten Schlacht am Bull Run war er bereits mit seinem Regiment beteiligt. Im Frühsommer 1862 war er an militärischen Operationen gegen das der Insel Tybee gegenüberliegenden Fort Pulaski beteiligt, dass den Savannah River und die gleichnamige Stadt in Georgia schützte. Als er dort am 13. Mai 1862 einen Streit unter betrunkenen Soldaten schlichten wollte, rammte ihm ein stolpernder Soldat ein Bajonett durch den Hals. An dieser Verletzung verblutete Metternich.

## Andenken
Auf Tybee Island steht heute noch ein damals errichteter Gedenkstein zu Ehren von Metternich mit der Inschrift „G. v. Metternich. Mainz 1811. Tybee 1862.“. In New York erschien in der deutschsprachigen Zeitung Demokrat am 15. Mai 1862 ein längerer Nachruf. Auch im Ehrenbuch des Regimentes, dem Metternich angehörte, schrieb der Regimentskaplan, Dr. Winter, einen Nachruf über ihn. Beide Nachrufe würdigten Metternich als „geistvollen, erkenntnisreichen und feingebildeten Mann“, „den seine Liebe zum Volk [...] in die Reihe der Kämpfer gegen die Feinde der Republik trieb“ und „den seine schlimmsten Gegner, die Fürsten, der Adel und die Priester aus dem Vaterland verjagten.“

## Rezeption
Metternich wird in der Aufarbeitung der süddeutschen Revolutionsgeschichte von 1848/1849 meistens nur in seiner Rolle als Mitkämpfer bekannterer Persönlichkeiten wie Struve, Zitz oder Sigel erwähnt. Im Rahmen seiner politischen Tätigkeit wird er als „Radikaldemokrat“ bezeichnet, in amerikanischen Publikationen aus als „professional revolutionary“. Franz Raveaux, einer der bekanntesten deutschen Revolutionäre der Märzrevolution 1848/49, äußerte sich hingegen kritisch über Germain Metternich:

„Er wusste mir nur unverständliches Zeug zu antworten, und die spätern über Metternich kursierenden Erzählungen beweisen deutlich, das große Wasserstiefel, eine rothe Feder auf dem Schlapphut, eine Blouse und ein fürchterlicher Bart nicht allein hinreichend sind, die Tapferkeit eines Mannes zu konstatieren.“